# Lhopa
Lhopa (čín. 珞巴族, pchin-jin Luòbā Zú) je označení pro etnické společenství příbuzné Tibeťanům v Číně, Nepálu a Indii.
V Číně se jedná o nejmenší oficiálně uznané etnické společenství, které zahrnuje skupiny: Bogar (čín. 博嘎尔, pchin-jin bógā'er) a Idu (lid) (čín. 荑都, pchin-jin yídū). Celkový počet Lhopů žijících v Číně spolu s příbuznými etnickými skupinami je přibližně 2 965 (v roce 2000).
| Lhopa            | Lhopa                                          |
| ---------------- | ---------------------------------------------- |
| Populace         | 3682 v ČLR a 57 tisíc v Indii                  |
| Rozsazenost      | Čína: Tibet Indie: Ándhrapraséš Nepál: Mustang |
| Jazyk            | Luopaština, Tibetština                         |
| Náboženství      | Animismus, Tibetský Buddhismus                 |
| Spřízněné národy | Tibeťané                                       |

Kromě toho žijí Lhopove (přibližně 8 000 osob) v Indii.
Celkový počet tohoto etnika v Indii a Číně je přibližně 11 000 osob.
K národu Lhopa patří asi 100 kmenů: Ruyidu, Zhana, Kaluo, Galuo, Mixinba, Miguba (čín. 米古巴), Jianbo, Deluo a další.

## Stanoviště
Lhopa žijí v lesích jihovýchodní oblasti Luo-ju (珞瑜) Tibetské autonomní oblasti: v okresech Čcha-ju, Mo-tcho, Mi-lin v okresu Lin-č’ a Lun-c’ okresu Šan-nan. Kromě toho žije značný počet Lhopů v Indii, v lesních oblastech Arunáčalpradéše, státu sousedícího s Tibetem (který Čína oficiálně považuje za součást svého území).
Tibetsky mluvící obyvatelé horského království Mustang v Nepálu se rovněž označují jako Lhopa a jsou pod tímto názvem oficiálně uznáváni jako národnostní menšina, přičemž jsou často považováni za Tibeťany kvůli silnému vlivu tibetského buddhismu; etnografická věda označuje obyvatele království jinými názvy.

## Jazyk
Jazyk Lhopa patří do tibetsko-barmské větve čínsko-tibetské jazykové rodiny. Před obsazením Tibetu Čínou používali čínští Lhopové uzlové písmo a značky v podobě zářezů na dřevě. V současné době však umí psát národním písmem pouze velmi staří Lhopové. Většina z nich používá tibetštinu jako literární jazyk.

## Etymologie
Vlastní jméno Lhopa pochází z tibetského slova “lhoba”, což znamená „jižan“. V roce 1965 schvalila Státní rada Čínské lidové republiky název oblasti, kde Lhopa žije. Od té doby se oblast jmenuje Luoyu (čín. 珞瑜), což rovněž znamená „jih“. Předtím byla tato část Číny známá jako „země barbarů“.

## Náboženství
Lhopové jsou tibetští buddhisté, ale zachovávají také animistickou víru. Celý každodenní život Lhopů byl spojen s vírou v animismus. Věřili, že existují duchové zvířat, hor a stromů. Zvláště uctívali ducha hory. Podle nich bylo vše pod kontrolou duchů. Když se vraceli z lovu nebo z cest, měli především obětovat duchu hory. Kromě ducha hory Lhopové uctívali také duchy země a lesa. Lhopové uctívali totemy tygra, pantera, medvěda a hada.

## Zemědělství
Oblast obývanou lidem pokrývaly husté lesy. Od pradávna Lhopové lovili, někdy jednotlivě, jindy ve skupinách. Chlapci začínali lovit již od útlého věku, na lov chodili s otci. Když chlapec dosáhoval vhodného věku, aby se stal mužem, musel sám ulovit a zabít velké zvíře - byla to taková zkouška z dospělosti. Kromě lovu bylo hospodářství Lhopů kombinací ručního podomního zemědělství, chovu dobytka a sběru; hlavními plodinami byly pšenice, kukuřice, pohanka, rýže. Lhopové velmi dobře ovládali práci s bambusem, z něhož vyráběli věci potřebné pro každodenní život. Lhopové, žijící v těsné blízkosti Tibeťanů, s nimi byli v kontaktu při výměně zboží. Oni dávali Tibeťanům zvířecí kůže, kožešiny, pižmo, výrobky z bambusu a dostávali na oplátku čaj, obilí, sůl a nástroje. Ti Lhopové, kteří žili v blízkosti Tibeťanů, převzali i některé jejich tradice.

## Oblečení
Tradiční mužský oděv - černý plášť bez rukávů v délce po kolena, bederní rouška, pokrývky hlavy z vlčí nebo medvědí kůže. Tradičním ženským oděvem je halena a sukně z ovčí kůže. Oděv bývá bohatě zdoben nejrůznějšími ornamenty. Četné ozdoby jsou známkou bohatství. Muži i ženy nosí šperky: náhrdelníky, korálky, náušnice, náramky. Šperky jsou obvykle vyrobeny z bambusu, stříbrných mincí. U mužů i žen je také zvykem zaplétat si vlasy do copu.

## Třídní struktura a tradiční rodina
Lhopové se dělily do třech tříd - maide, wubus a nieba. Maide byli šlechtici a nieba byli jejich podřízení. Potomci této poslední třídy lidí nemohli získat postavení maide, i když zbohatli a měli otroky. Mohli se stát pouze wuby, kteří zaujímali střední příčku v kmeni. Niebové měli postavení otroků maide. Muži a ženy z těchto různých skupin se nemohli oženit i provdat za příslušníky jiné třídy, ani s nimi mít milostný poměr. Pokud byl takový vztah odhalen, byli muži i ženy obvykle zabiti příslušníky vlastního kmene. 
Sídla Lhopů jsou roztroušená, obydlí jsou rámová, pilířová, s širokou verandou před vchodem. Manželské osídlení je patrilokální, každý ženatý člen rodiny má přidělenou samostatnou místnost. Převažují malé rodiny postavené na patriarchálním principu. Postavení žen v rodině i ve společnosti bylo obzvláště nízké, ženy neměly žádná dědická práva.

## Nový život
V roce 1959 byla v Tibetu zavedena demokratická reforma. Od té doby se Lhopové stali plnoprávnými občany. Dostali své zástupce ve vládě na regionální a místní úrovni. S pomocí svých čínských a tibetských sousedů si Lhopové začali osvojovat moderní zemědělské metody. Objevili nové pozemky a začali je obdělávat. Zároveň se rozvíjel lov a řemesla. V zemědělství se začaly používat nové metody a technologie, což vedlo k vyšší produktivitě.
Zvýšila se gramotnost, děti začaly chodit do škol a dospělí se učili po večerech. Někteří mladí lidé studovali na univerzitách v Pekingu, Nankingu a Lhase. Ve vesnicích obývaných Lhopy se objevily kliniky a zdravotní střediska. Rozvíjela se infrastruktura, která jim usnadnila život.